# Mercado São Sebastião
Mercado São Sebastião é um complexo atacadista do Rio de Janeiro, inaugurado em 1962, e localizado no bairro da Penha Circular, às margens da Avenida Brasil.
O local funciona como um centro de distribuição de produtos para o resto da cidade. Várias redes de mercado e empresas alimentícias possuem galpões no Mercado São Sebastião, além de transportadoras de cargas. Ele também serve de base para a Bolsa de Gêneros Alimentícios (BGA), responsável pela definição de preços dos mais variados produtos vendidos em prateleiras de supermercados. O preço de 80% de toda comida que passa pelo Rio de Janeiro é negociado no Mercado.

## Abandono
O Mercado São Sebastião esteve por mais de dez anos em situação de abandono, falta de segurança, favelização e decadência, sem receber investimentos públicos, devido a uma briga judicial entre a prefeitura do Rio e a Sociedade de Desenvolvimento de Mercados (Sodeme) pela posse da área. Com isso, houve uma queda de 60% de seu movimento, além do surgimento de barracos em suas ruas e da ocupação de seus depósitos pelo tráfico de drogas. Em 2009 a prefeitura venceu a ação, e deu início a um processo de revitalização do mercado.
Nesta nova fase o Mercado São Sebastião já conta com agência de todos os bancos, faltando apenas uma agência da CEF que em breve se instalará no local. Conta também com a chegada de novas empresas e escritório de advocacia.
Já houve considerável valorização dos imóveis do local.

## Revitalização
Foi realizado o reassentamento de 318 famílias, que moravam em barracos espalhados por diversas ruas do mercado. Quase 1200 pessoas mudaram-se para Santa Cruz. A mudança ocorreu em maio de 2012.
Em junho de 2012, a Prefeitura do Rio divulgou que fez serviços de conservação no local, onde a Coordenadoria Geral de Conservação (CGC) recuperou o asfalto numa área de 2.732 m², usando 213 toneladas de massa asfáltica, e fez limpeza e/ou reconstrução de galerias de águas pluviais, de ramais de ralo, caixas de ralo e de poços de visita, além de substituição de tampões. A Coordenadoria de Operações Especial demoliu 526 imóveis do local. A Rioluz modernizou 289 pontos de luz em 12 ruas, substituindo lâmpadas de vapor de mercúrio por novas a vapor de sódio, aumentando a luminosidade.
Em junho de 2012, no aniversário de 50 anos do Mercado, a prefeitura do Rio anunciou investimentos de R$ 4 milhões no local. A ideia seria transformá-lo em uma espécie de "Cobal da Zona Norte". Entre as promessas, está um projeto de obras de pavimentação e construção de uma ponte que ligará o mercado à Rodovia Washington Luís, para desafogar o trânsito na Avenida Brasil e oferecer uma alternativa de escoamento do tráfego de caminhões pesados que circulam no Mercado. O projeto já foi licitado e a Secretaria Municipal de Obras (SMO) do Rio começou a fazer sondagem e topografia da área. A previsão de entrega da ponte é de dez meses.